# 다툭
다툭(Datuk)은 말레이시아, 인도네시아, 브루나이에서 공통적으로 사용되는 전통 작위이다. 다툭과 유사한 작위로 다토(Dato)가 있으며, 필리핀에서는 다투라 불린다.

## 유래
다툭 칭호에 관한 가장 오래된 기록은 7세기 슈리비자야 제국의 비문에서 소왕이나 속국의 왕들에 대해 언급하는 내용이다. 그들은 고대 말레이어로 다투(dātu)라 불렸으며, 이는 지역의 수장을 의미하는 말이었다.

## 말레이시아
말레이시아에서 다툭 칭호는 두 가지 의미를 갖는다. 하나는 비격식적으로 사용되는 것으로, 할아버지나 남자 어른을 부를 때 사용되는 것이다. 다른 하나는 격식적인 의미로서, 전통 사회 또는 국가에서 부여하는 칭호로 사용되는 것이다.
다툭은 연방정부가 부여하는 칭호로 1965년부터 사용되었다. 이 칭호를 수여받을 수 있는 대상은 팡글리마 자사 네가라(Panglima Jasa Negara) 및 팡글리마 세티아 디라자(Panglima Setia Diraja) 수상자로 한정되며, 두 상의 수상자는 각각 약 200명의 살아있는 사람으로 제한되어 있다. PJN과 PSD는 연방정부 서훈 순위에서 각각 9위와 10위를 차지한다.
연방정부에 의해 다툭 작위를 부여 받은 남자의 부인은 다틴(Datin) 작위를 부여 받게 된다.
여성이 남자 수여자의 부인으로서가 아니라 본인의 공로로 직접 작위를 부여 받게 되는 경우 공식적인 명칭은 다틴 파두카(Datin Paduka)이나, 실제로는 남녀 공히 다툭으로 부르는 경우가 일반적이다.
작위 보유한 사람의 숫자 제한은 말레이시아인에게만 적용되며, 외국인에게는 경우 이러한 제한 없이 작위가 수여 된다.

## 인도네시아
오늘날 인도네시아에서 다툭은 말레이계 토착 인도네시아인 및 미낭카바우족과 같은 전통 사회에서 사용되는 칭호이다. 이 칭호는 각종 전통과 공동체의 일을 주관하는 공동체 지도자에게 붙여진다.
미낭카바우족 전통에서 다툭 또는 다투악(Datuak)은 다수의 사람들이나 부족들이 합의에 의해 한 사람에게 부여하는 미낭카우 언어 칭호이다. 다툭 칭호는 지역 전통 지도자의 허락 하에 부여된다. 이 칭호를 부여 받은 사람은 큰 존경의 대상이 되며, 오직 특정 부족의 전통 지도자 또는 펭훌루(penghulu, 귀족)의 일원만이 이 칭호를 얻을 수 있다. 특정인에게 이 칭호가 부여되면 전통 의식인 말레와 갈라(Malewa Gala)와 잔치로 이를 축하한다.
다른 말레이 전통과는 달리, 미낭카바우족의 다툭 칭호는 모계로 상속된다. 다툭이 사망하면, 그 칭호는 그의 모계에서 그에게 가장 가까운 형제나 조카 등의 친족에게 상속된다. 모계 친족이 없는 경우에는 부족의 합의 하에 부족의 다른 일원에게 칭호를 상속할 수 있다.

## 같이 보기
- 다투 - 다토와 같은 의미의 필리핀 칭호
- 다툭 (미낭카바우족) - 미낭카바우족 공동체의 전통 칭호